# Lotnisko Oschersleben
Port lotniczy Oschersleben (Flugplatz Oschersleben) – port lotniczy położony w Oschersleben, w Saksonii-Anhalt (Niemcy).